# Ottoman Railway Company
| Bahnhof İzmir-Alsancak, Ausgangspunkt der ORC, um 1900 |                      |                |                |
| Netz der ehemaligen Ottoman Railway Company (Zustand 2015) |                      |                |                |
| Streckenlänge: | 610 km               |                |                |
| Spurweite: | 1435 mm (Normalspur) |                |                |
| |                      |                |                |
| \| \| \| İzmir-Alsancak \| \| \| \| \| Sirinyer \| \| \| \| \| Buca \| \| \| \| \| Gaziemir \| \| \| \| \| Seydiköy \| \| \| \| \| Torbalı \| \| \| \| \| \| \| \| \| \| Çatal \| \| \| \| \| Ödemiş \| \| \| \| \| Tire \| \| \| \| \| Kozpınar \| \| \| \| \| Selçuk \| \| \| \| \| Ortaklar \| \| \| \| \| \| \| \| \| \| Söke \| \| \| \| \| Aydin \| \| \| \| \| Nazilli \| \| \| \| \| Kuyucak \| \| \| \| \| Sarayköy \| \| \| \| \| Goncalı \| \| \| \| \| Denizli \| \| \| \| \| Çardak \| \| \| \| \| Dazkırı \| \| \| \| \| Sütlaç \| \| \| \| \| Çivril \| \| \| \| \| Dinar \| \| \| \| \| Karakuyu \| \| \| \| \| Gümüşgün \| \| \| \| \| Bozanönü \| \| \| \| \| Eğirdir \| \| |                      |                |                |
| Kopfbahnhof Streckenanfang |                      | İzmir-Alsancak | İzmir-Alsancak |
| Bahnhof |                      | Sirinyer       | Sirinyer       |
| Abzweig geradeaus und ehemals nach links · Kopfbahnhof Streckenende und quer (Strecke außer Betrieb) |                      | Buca           | Buca           |
| Bahnhof |                      | Gaziemir       | Gaziemir       |
| Kopfbahnhof Streckenanfang und quer (Strecke außer Betrieb) · Abzweig geradeaus und ehemals nach rechts |                      | Seydiköy       | Seydiköy       |
| Bahnhof |                      | Torbalı        | Torbalı        |
| Strecke von links · Abzweig geradeaus und nach rechts |                      |                |                |
| Strecke · Bahnhof |                      | Çatal          | Çatal          |
| Strecke · Abzweig geradeaus und nach links · Kopfbahnhof Streckenende und quer |                      | Ödemiş         | Ödemiş         |
| Strecke · Kopfbahnhof Streckenende |                      | Tire           | Tire           |
| Bahnhof |                      | Kozpınar       | Kozpınar       |
| Bahnhof |                      | Selçuk         | Selçuk         |
| Bahnhof |                      | Ortaklar       | Ortaklar       |
| Abzweig geradeaus und nach links · Strecke von rechts |                      |                |                |
| Kopfbahnhof Streckenende · Strecke |                      | Söke           | Söke           |
| Bahnhof |                      | Aydin          | Aydin          |
| Bahnhof |                      | Nazilli        | Nazilli        |
| Bahnhof |                      | Kuyucak        | Kuyucak        |
| Bahnhof |                      | Sarayköy       | Sarayköy       |
| Bahnhof |                      | Goncalı        | Goncalı        |
| Kopfbahnhof Streckenanfang und quer · Abzweig geradeaus und nach rechts |                      | Denizli        | Denizli        |
| Bahnhof |                      | Çardak         | Çardak         |
| Bahnhof |                      | Dazkırı        | Dazkırı        |
| Bahnhof |                      | Sütlaç         | Sütlaç         |
| Abzweig geradeaus und ehemals nach links · Kopfbahnhof Streckenende und quer (Strecke außer Betrieb) |                      | Çivril         | Çivril         |
| Bahnhof |                      | Dinar          | Dinar          |
| Bahnhof |                      | Karakuyu       | Karakuyu       |
| Bahnhof |                      | Gümüşgün       | Gümüşgün       |
| Kopfbahnhof Strecke ab hier außer Betrieb |                      | Bozanönü       | Bozanönü       |
| Kopfbahnhof Streckenende (Strecke außer Betrieb) |                      | Eğirdir        | Eğirdir        |

Die Ottoman Railway Company (ORC), türkisch İzmir-Aydın Demiryolu (İzmir-Aydın-Eisenbahn), war die älteste Eisenbahngesellschaft im asiatischen Teil des Osmanischen Reichs. Sie wurde 1856 gegründet und nahm 1858 den Betrieb auf einer ersten Teilstrecke auf. Von İzmir ausgehend erschloss das Streckennetz das fruchtbare Hinterland der Stadt. Die mit britischem Kapital gegründete Gesellschaft ging 1935 in den Besitz der türkischen Staatsbahn Türkiye Cumhuriyeti Devlet Demiryolları (TCDD) über.

## Geschichte

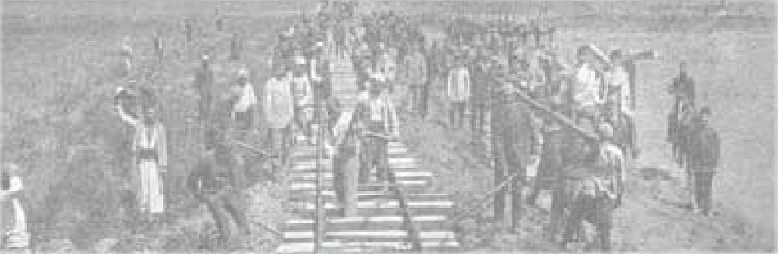
Streckenbau bei İzmir um 1860

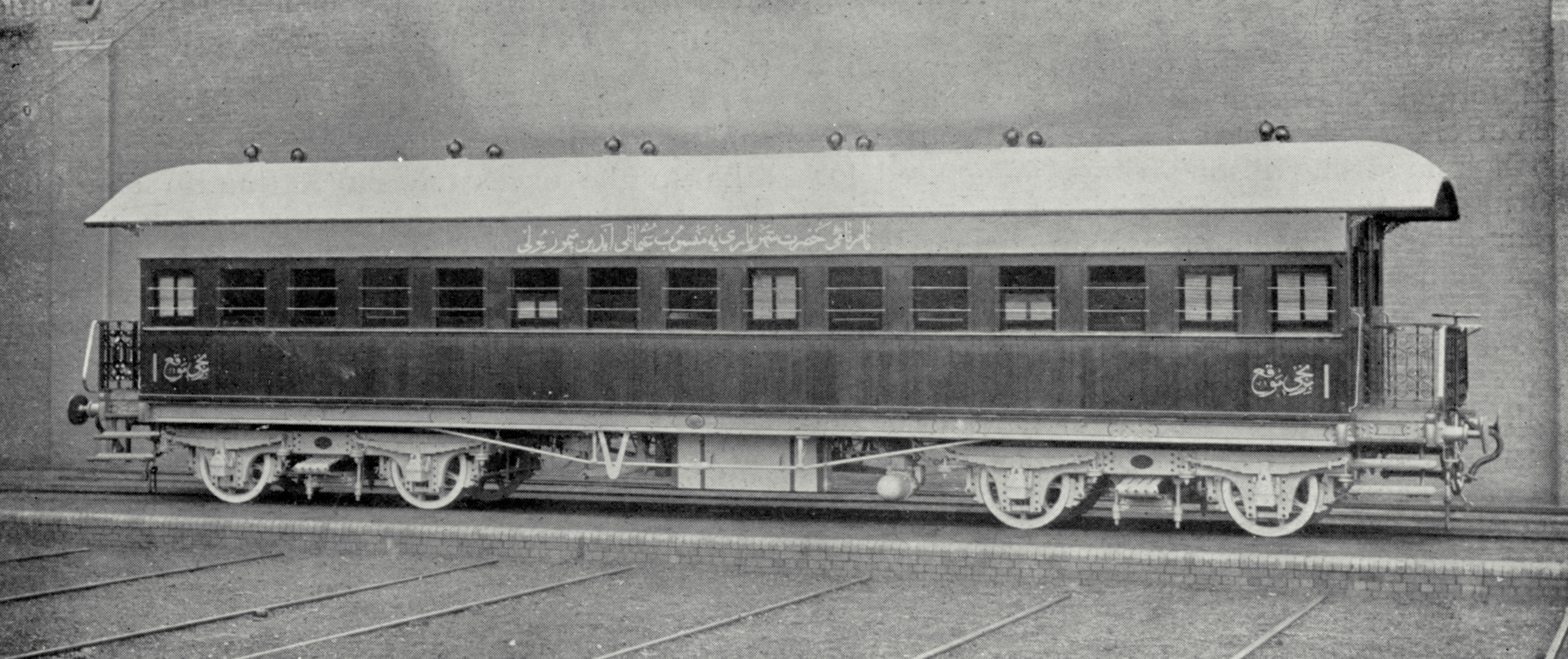
1.-Klasse-Wagen, 1906

Ziel der ORC war es, das fruchtbare Hinterland des damaligen Smyrna zu erschließen. Vor allem in der fruchtbaren Talebene des Großen Mäander (Büyük Menderes) gab es eine umfangreiche landwirtschaftliche Produktion, die besser an den Exporthafen Smyrna angebunden werden sollte. Die ORC hatte vom osmanischen Staat eine Garantieverzinsung von 6 % zugesagt bekommen. Finanzierungsschwierigkeiten führten dazu, dass die Gesellschaft vom Erhalt der Konzession am 22. September 1856 über den ersten Spatenstich genau ein Jahr später bis zur Eröffnung des ersten Abschnitts zwischen dem Bahnhof İzmir Alsancak und Torbalı am 24. Dezember 1860 über vier Jahre brauchte. Aydın als eigentlich geplantes Streckenende erreichte die ORC erst sechs Jahre nach dem eigentlich geplanten Eröffnungstermin. Ab 1862 fuhren die Züge zunächst bis Kozpınar, ein Jahr später bis Selçuk, bis schließlich am 1. Juli 1866 die komplette, 140 km lange Strecke nach Aydın in Betrieb ging. 1866 und 1870 entstanden im Vorortbereich von İzmir zwei kurze Zweigstrecken nach Seydiköy und Buca. Seit 1865 bestand mit der im Bahnhof Izmir Basmane beginnenden Strecke der Chemin de fer de Smyrne-Cassaba et Prolongements (SCR) von Izmir nach Turgutlu (damals Cassaba) eine zweite Bahngesellschaft in İzmir, deren Strecke die OCR-Gleise kurz hinter dem Kopfbahnhof Alsancak niveaugleich kreuzte.
Der weitere Ausbau des Streckennetzes wurde erst ab 1880 fortgesetzt. 1882 wurde zunächst die Hauptstrecke ab Aydın um rund 101 km bis Sarayköy verlängert. Ein Jahr später ging eine knapp 48 km lange Zweigstrecke in das Tal des Kleinen Mäander (Küçük Menderes) von Torbalı nach Tire in Betrieb. Diese Zweigbahn erhielt 1884 eine in Çatal abzweigende Stichstrecke nach Ödemiş. Fünf Jahre später erhielt die Hauptstrecke 1889 eine weitere Verlängerung um 145 km von Sarayköy bis nach Dinar einschließlich zweier kurzer Stichstrecken nach Denizli (9 km) und Çivril (30 km). 1890 folgte eine weitere Stichstrecke der Hauptbahn, die 22 km lange Verbindung von Ortaklar nach Söke.
Einer längeren Pause folgte schließlich 1912 eine letzte Verlängerung der Hauptstrecke von Dinar bis Eğirdir (damals Eğridir ). Damit umfasste das Streckennetz insgesamt 610 Kilometer, bis zur Verstaatlichung änderte sich daran nichts mehr. Geplante Fortsetzungen bis Konya oder ein Anschluss an die Bagdadbahn kamen im Gerangel der beteiligten Mächte im Vorfeld des Ersten Weltkriegs nicht mehr zur Umsetzung. Im Oktober 1912 ereignete sich auf der Strecke der ORC von Izmir nach Eğirdir der folgenschwere Eisenbahnunfall von Ephesos (dem heutigen Selçuk), bei dem weit über 200 Menschen ums Leben kamen.
Die Verstaatlichung erfolgte am 1. Juni 1935, die Eigentümer wurden vom türkischen Staat mit rund 1,8 Mio. Pfund Sterling entschädigt. Erst 1936, nach Übernahme durch den türkischen Staat, erhielt das ehemalige ORC-Netz mit der Verbindung von Karakuyu nach Afyonkarahisar eine zweite Verbindung zum restlichen Streckennetz des Landes.

## Streckennetz
Das Streckennetz der ORC wuchs von 1860 bis 1912 auf rund 611 Kilometer. In der Literatur sind unterschiedliche Angaben zur ersten Zugfahrt zu finden, gelegentlich wird auch das Jahr der Konzessionserteilung als Eröffnungsjahr benannt. Bereits ab 1858 scheinen erste Einsätze von Lokomotiven stattgefunden zu haben, offiziell nahm die ORC den Betrieb für die Öffentlichkeit aber erst im Dezember 1860 auf.
| Strecke                                                | Länge km | Eröffnungsdatum   | Streckenartikel                  | Anmerkungen                                |
| ------------------------------------------------------ | -------- | ----------------- | -------------------------------- | ------------------------------------------ |
| Bahnhof İzmir-Alsancak – Sirinyer – Gaziemir – Torbalı | 49,1     | 24. Dezember 1860 | Bahnstrecke İzmir–Eğirdir        | ab 1858 Einsatz von lokbespannten Bauzügen |
| Torbalı – Kozpınar                                     | 17,7     | 14. November 1861 | Bahnstrecke İzmir–Eğirdir        |                                            |
| Kozpınar – Selçuk                                      | 10,8     | September 1862    | Bahnstrecke İzmir–Eğirdir        |                                            |
| Selçuk – Ortaklar – Aydin                              | 52,9     | 1. Juli 1866      | Bahnstrecke İzmir–Eğirdir        |                                            |
| Gaziemir – Seydiköy                                    | 1,4      | 1860              |                                  | tlw. als Eröffnungsjahr erst 1866 benannt  |
| Sirinyer – Buca                                        | 2,5      | 1860              |                                  | tlw. als Eröffnungsjahr erst 1870 benannt  |
| Aydin – Kuyuçak                                        | 57       | 1881              | Bahnstrecke İzmir–Eğirdir        |                                            |
| Kuyuçak – Sarayköy                                     | 43,9     | 1. Juli 1882      | Bahnstrecke İzmir–Eğirdir        |                                            |
| Torbalı – Çatal – Tire                                 | 47,9     | 1. September 1883 | Bahnstrecke Torbalı–Ödemiş Şehir |                                            |
| Çatal – Ödemiş                                         | 24,9     | 1884              | Bahnstrecke Torbalı–Ödemiş Şehir | tlw. als Eröffnungsjahr erst 1888 benannt  |
| Sarayköy – Goncalı – Sütlaç – Dinar – Gümüşgün         | 144,8    | 13. Oktober 1889  | Bahnstrecke İzmir–Eğirdir        |                                            |
| Goncalı – Denizli                                      | 9,3      | 13. Oktober 1889  |                                  |                                            |
| Sütlaç – Çivril                                        | 31,1     | 29. Dezember 1889 |                                  |                                            |
| Ortaklar – Söke                                        | 22       | 1. Dezember 1890  |                                  |                                            |
| Dinar – Eğirdir                                        | 94,3     | 1. November 1912  |                                  |                                            |

Der Ausbauzustand der Strecken war überwiegend einfach. Nennenswerte Kunstbauten fehlen weitgehend. Lediglich die Querung der Berge bei Aydin sowie der Aufstieg in die Anatolische Hochebene bei Sarayköy erforderten längere Steigungen. Zwischen Torbalı und Aydin war zunächst zur Vermeidung aufwändiger Kunstbauten eine Führung über den heutigen Badeort Kuşadası geplant gewesen. Der damit verbundene deutliche Umweg von rund 30 Kilometern führte jedoch zu einer Umplanung und der heutigen Führung über Çamlık mit dem dortigen Scheiteltunnel. Der Oberbau war einfach. Zum Zeitpunkt der Verstaatlichung waren mit Ausnahme des 1912 eröffneten Abschnitts nach Eğirdir, der bereits für 15 Tonnen Achslast ausgelegt war, lediglich Achslasten von maximal 13,5 Tonnen zulässig.

## Betrieb

### Verkehr
Schwerpunkt der ORC war der Transport von Agrarprodukten von den Erzeugern nach İzmir. Im Personenverkehr besaß der Vorortverkehr um İzmir die größte Bedeutung. Außerhalb dieses Bereichs wurden die meisten Strecken lediglich von einem oder zwei Zugpaaren pro Tag bedient.

### Lokomotiven
Alle von der ORC beschafften Lokomotiven wurden mit Ausnahme eines Gebrauchtkaufs zweier in Frankreich gebauter kleiner Tenderlokomotiven in britischen Lokomotivfabriken hergestellt. Bei einer Lokomotive ist der Hersteller unbekannt, in der Literatur wird vermutet, dass es sich um einen Eigenbau der Bahnwerkstätte in İzmir handelt. Äußerlich und technisch waren die ORC-Lokomotiven daher typische Vertreter des britischen Lokomotivbaus, erkennbar beispielsweise an den Satteltanks der meisten Tenderlokomotiven oder den vielfach anzutreffenden Innenzylindern. Eine Besonderheit war die einzige je in der Türkei eingesetzte Garratt-Lokomotive, die sich aufgrund ihrer komplizierten Technik nicht bewährte und noch vor dem Übergang der ORC an die TCDD wieder ausgemustert wurde.
| Nummern              | Hersteller                                                        | Anzahl | Baujahr(e) | Bauart         | Bemerkung | Bild |
| -------------------- | ----------------------------------------------------------------- | ------ | ---------- | -------------- | --- | ---- |
| 1–6                  | Robert Stephenson and Company                                     | 6      | 1859–62    | 2'B n2         | Ausmusterung bis ca. 1930, vier weitere Exemplare vorgesehen, stattdessen an die London, Chatham and Dover Railway geliefert                                                                            |      |
| 11–28                | Sharp Stewart                                                     | 18     | 1869–88    | 1B n2          | Sechs Exemplare als Reihe 23.001–006 an die TCDD, Ausmusterung vor 1955, 23.004 als Denkmallokomotive ohne Tender vor dem Bahnhof Istanbul Haydarpaşa                                                   |      |
| 29–35                | Robert Stephenson and Company                                     | 7      | 1875–91    | Ct n2          | Satteltank-Maschinen, zwei Exemplare als Reihe 33.61–62 an die TCDD, Ausmusterung nach 1964, 33.62 als Museumslokomotive in Çamlik                                                                      |      |
| 36–39                | Sharp Stewart                                                     | 4      | 1889       | Bt n2          | Satteltank-Maschinen, alle Exemplare als Reihe 22.01–04 an die TCDD, letzte Maschine 1956 verschrottet                                                                                                  |      |
| 40–47                | Sharp Stewart                                                     | 8      | 1889–90    | C n2           | Alle Exemplare als Reihe 33.011–018 an die TCDD, letzte Maschine wahrscheinlich 1956 verschrottet, zwei weitere Exemplare vorgesehen, stattdessen an die London, Tilbury and Southend Railway geliefert |      |
| 50–53                | Neilson & Company                                                 | 8      | 1890       | 2'B n2         | Zwei Exemplare als Reihe 24.001–002 an die TCDD, letzte Maschine vor 1955 verschrottet |      |
| 71                   | Hersteller unbekannt, vermutlich Eigenbau der Werkstätte in İzmir | 1      | 1885       | Ct n2          | Satteltank-Maschine, als Reihe 33.71 an die TCDD, wahrscheinlich 1956 ausgemustert |      |
| 76–77                | Gouin                                                             | 2      | 1864       | Bt n2          | Gebrauchtkauf um 1880, ursprünglich beim Bau des Suez-Kanal eingesetzt |      |
| 80–83                | Robert Stephenson and Company                                     | 4      | 1906       | D n2           | Alle Exemplare als Reihe 44.091–094 (zunächst 44.111–114) an die TCDD, letzte Maschine nach 1955 ausgemustert                                                                                           |      |
| 90–95                | Robert Stephenson and Company                                     | 6      | 1911       | C n2           | Alle Exemplare als Reihe 33.021–026 an die TCDD, letzte Maschine nach 1955 ausgemustert |      |
| 65–67                | Robert Stephenson and Company                                     | 3      | 1911       | D1't n2        | Alle Exemplare als Reihe 45.01–03 an die TCDD, letzte Maschine nach 1955 ausgemustert, Einsatz als Schublokomotiven und im Vorortverkehr von İzmir                                                      |      |
| 5–7 (Zweitbesetzung) | Robert Stephenson and Company                                     | 3      | 1911       | C1't n2        | Alle Exemplare als Reihe 34.11–13 an die TCDD, letzte Maschine nach 1955 ausgemustert, Einsatz im Vorortverkehr von İzmir                                                                               |      |
| 100–103              | Armstrong-Whitworth                                               | 4      | um 1885    | C n2           | Gebrauchtkauf nach 1918, ex Great Western Railway (GWR), vom Railway Operating Department der British Army während der Besetzung von Izmir                                                              |      |
| 110–111              | Swindon                                                           | 2      | um 1883    | C n2           | Gebrauchtkauf nach 1918, ex GWR-Klasse 2301, vom Railway Operating Department der British Army während der Besetzung von İzmir ein Exemplar als 33.041 zur TCDD                                         |      |
| 225                  | Beyer-Peacock                                                     | 1      | 1927       | (1'D)+(D1') n4 | Bauart Garratt, einziges in der Türkei eingesetztes Exemplar dieser Bauart |      |
| 130–135              | Robert Stephenson and Company                                     | 6      | 1929–32    | 1'D1' h2       | Alle Exemplare als Reihe 46.101–106 an die TCDD, letzte Lokomotive 46.103 im Frühjahr 1987 ausgemustert, inzwischen Museumslokomotive in Çamlik                                                         |      |

## Ende
Die Gesellschaft wurde am 1. Juni 1935 verstaatlicht. Die Eigentümer erhielten rund 1,8 Mio. Pfund Sterling als Entschädigung. Erst danach, am 26. November 1935, erhielt das ehemalige ORC-Netz mit der Strecke von Karakuyu nach Afyonkarahisar eine zweite Verbindung zum restlichen Eisenbahnnetz des Landes, nach der Verbindung zur SCR.